# Mario Zagari
Mario Zagari (Milano, 14 settembre 1913 – Roma, 29 febbraio 1996) è stato un giornalista, politico e partigiano italiano.

## Biografia

### Mandati parlamentari
Laureato in legge, giornalista, combatté nella Seconda guerra mondiale come ufficiale degli alpini.

Membro del CLN, entrò nella clandestinità e nell'ottobre 1943 subì un arresto. Dopo essere evaso, riprese la lotta partigiana.

Deputato all'Assemblea costituente, fu rieletto alla Camera alle elezioni del 1963, 1968, 1972 e 1976.

Europeista convinto fin dagli anni della clandestinità, nel 1979 si presentò alle prime elezioni per il Parlamento europeo e venne eletto; si contrappose come candidato dei socialisti a Simone Veil per l'elezione alla presidenza del Parlamento europeo, conseguendo 112 voti contro i 410 che al primo turno fecero eleggere la contendente.
Al Parlamento europeo fu rieletto nel 1984, ma non nel 1989; per il decennio successivo presiedette il Consiglio Italiano del Movimento Europeo.

### Le peregrinazioni all'interno dell'area socialista
Socialista, in occasione della scissione di palazzo Barberini del 1947 aderì al Partito Socialista dei Lavoratori Italiani (Psli) fondato da Giuseppe Saragat, dal quale uscirà nel 1949 per entrare nel Partito Socialista Unitario (PSU), una formazione socialista moderata di cui diventò segretario.

Nel 1952 il PSU si fuse con il PSLI e nacque il Partito Socialista Democratico Italiano.

Nel 1958 Zagari uscì dal partito per fondare il Movimento Unitario di Iniziativa Socialista (MUIS), che nel 1959 confluì nel Partito Socialista Italiano.

### Incarichi di governo

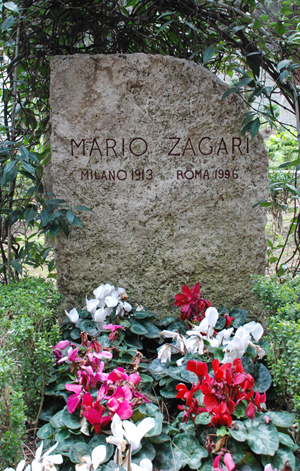
Tomba di Mario Zagari nel Cimitero degli Acattolici - Roma

Sottosegretario agli Affari Esteri del secondo e terzo governo Moro e nel I Governo Rumor (1964-1969), fu tra i primi ad evidenziare la tematica della cooperazione allo sviluppo con il Terzo mondo; partecipò che alla conferenza sulla smilitarizzazione degli oceani.
Fu poi ministro del Commercio con l'estero nel terzo governo Rumor e nel governo Colombo (1970-1972).
Dall'8 luglio 1973 al 23 novembre 1974 fu Ministro di grazia e giustizia nel quarto e quinto governo Rumor. Durante la sua permanenza al ministero di via Arenula, e nonostante il breve tempo a disposizione, riuscì a varare una serie di provvedimenti che costituirono una svolta epocale nell'ambito di una legislazione che, nel suo complesso, era rimasta ferma agli anni Cinquanta. In questo fu coadiuvato dal suo capo di gabinetto, il magistrato Adolfo Beria d'Argentine, futuro procuratore generale di Milano, e dal capo dell'Ufficio legislativo del ministero. Accelerò il cammino parlamentare di tre disegni di legge che giacevano fermi da anni: quello della riforma del processo del lavoro (approvato nel 1973), quello relativo alla riforma del diritto di famiglia (approvato nel 1975) e quello relativo alla riforma penitenziaria (approvato nel 1975). Fece approvare dal consiglio dei ministri i decreti-legge che diedero luogo alla riforma della società per azioni (1974) e a quella della responsabilità penale (1974).
Nel 1974 fece approvare dal Parlamento una legge-delega per la riforma del codice di procedura penale, che nel 1978 sarà seguita da un progetto di codice che tuttavia rimase sulla carta. In ogni modo la legge-delega del 1974 fornirà la base di quella del 1987, da cui avrà origine il codice di procedura penale del 1989 attualmente in vigore (sia pure largamente modificato). Nel 1973 costituì anche una commissione, suddivisa in due sottocommissioni, la prima presieduta da Enrico Tullio Liebman e la seconda da Virgilio Andrioli, finalizzata ad avanzare delle proposte di riforma del codice di procedura civile. I lavori di questa commissione fornirono il punto di partenza alle successive iniziative di riforma: il disegno di legge-delega del 1981, rimasto sulla carta, e la legge 26 novembre 1990, n. 353 "provvedimenti urgenti per il processo civile". 
A livello europeo affrontò la questione dello status dei lavoratori migranti.
Fu testimone nelle vicende successive all'opposizione del segreto politico-militare sull'appartenenza al SID di Guido Giannettini, attestando l'esistenza di una consultazione a livello politico-governativo: tali dichiarazioni diedero lo spunto per ricostruire l'esistenza di connivenze istituzionali, nella frapposizione di ostacoli alle indagini sulla ricerca della verità sulla strage di piazza Fontana.
In seguito allo scioglimento del PSI nel 1994, si avvicinò alla Federazione Laburista, costituita dalla maggior parte del gruppo parlamentare socialista allora in carica.

### Morte
Morì nel 1996; è sepolto nel cimitero acattolico di Roma.

## Vita privata
Ebbe una relazione con l'attrice Elena Da Venezia, da cui ebbe un figlio, l'architetto Franco Zagari. Il 29 maggio 1970 sposò Christiane Piguet, di origine svizzera, da cui l’anno successivo nacque il figlio Cristiano.